# Gimnazjum w Krożach

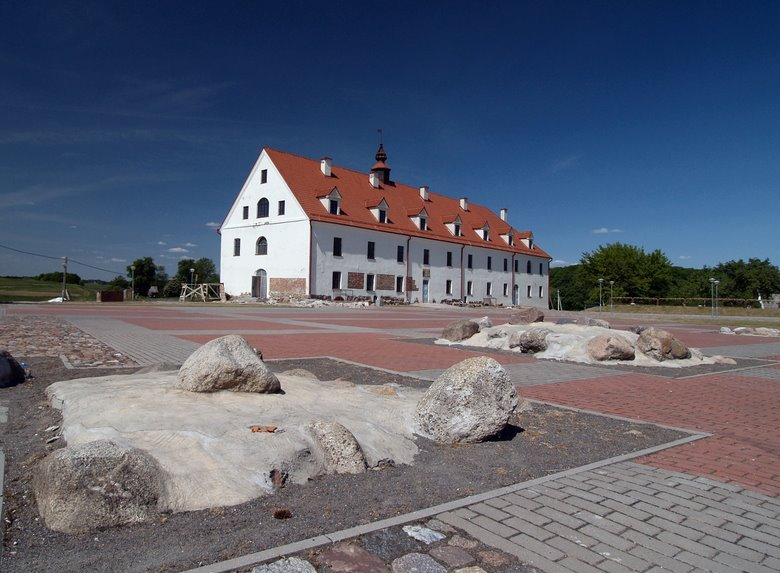
budynek dawnej bursy kolegium jezuickiego – obecnie Kražių Motiejaus Kazimiero Sarbievijaus Kultūros Centras (pol. Centrum Kultury im. Macieja Kazimierza Sarbiewskiego) oraz fundamenty kościoła jezuickiego

Gimnazjum w Krożach – szkoła średnia znajdująca się w Krożach, powstała z dawnego kolegium jezuickiego i w 1842 roku przeniesiona do Kowna. 
W 1614 roku Jan Karol Chodkiewicz ufundował w Krożach szkołę jezuitów, która mieściła się w zamku radziwiłłowskim. Ze względu na wysoki poziom nauczania szybko przylgnęła do niej etykieta "Aten żmudzkich". Na uczelni wykładali m.in. Maciej Kazimierz Sarbiewski, Wojciech Wijuk Kojałowicz (przyszły rektor Uniwersytetu w Wilnie), Tomasz Żebrowski i Karol Wyrwicz. W wyniku likwidacji zakonu sześcioklasową szkołę średnią wzięli pod swą kuratelę karmelici. W 1817 roku uczelnia została zamieniona na gimnazjum pod zwierzchnictwem Uniwersytetu Wileńskiego. W tym czasie w szkole wykładał m.in. Andrzej Benedykt Kłągiewicz (teolog z Uniwersytetu Wileńskiego i biskup wileński). Od 13 września 1821 do 6 listopada 1823 nauczycielem fizyki i nauk przyrodniczych oraz chemii był tam także Jan Sobolewski. W 1842 roku władze carskie zadecydowały o przeniesieniu szkoły do Kowna. 

## Absolwenci
- Dionizy Paszkiewicz – twórca muzeum w pniu dębu Baublis
- Ludwik Jucewicz – archeolog